# Myrmecia nigrocincta
Myrmecia nigrocincta är en myrart som beskrevs av Smith 1858. Myrmecia nigrocincta ingår i släktet bulldoggsmyror, och familjen myror. Inga underarter finns listade i Catalogue of Life.

## Bildgalleri

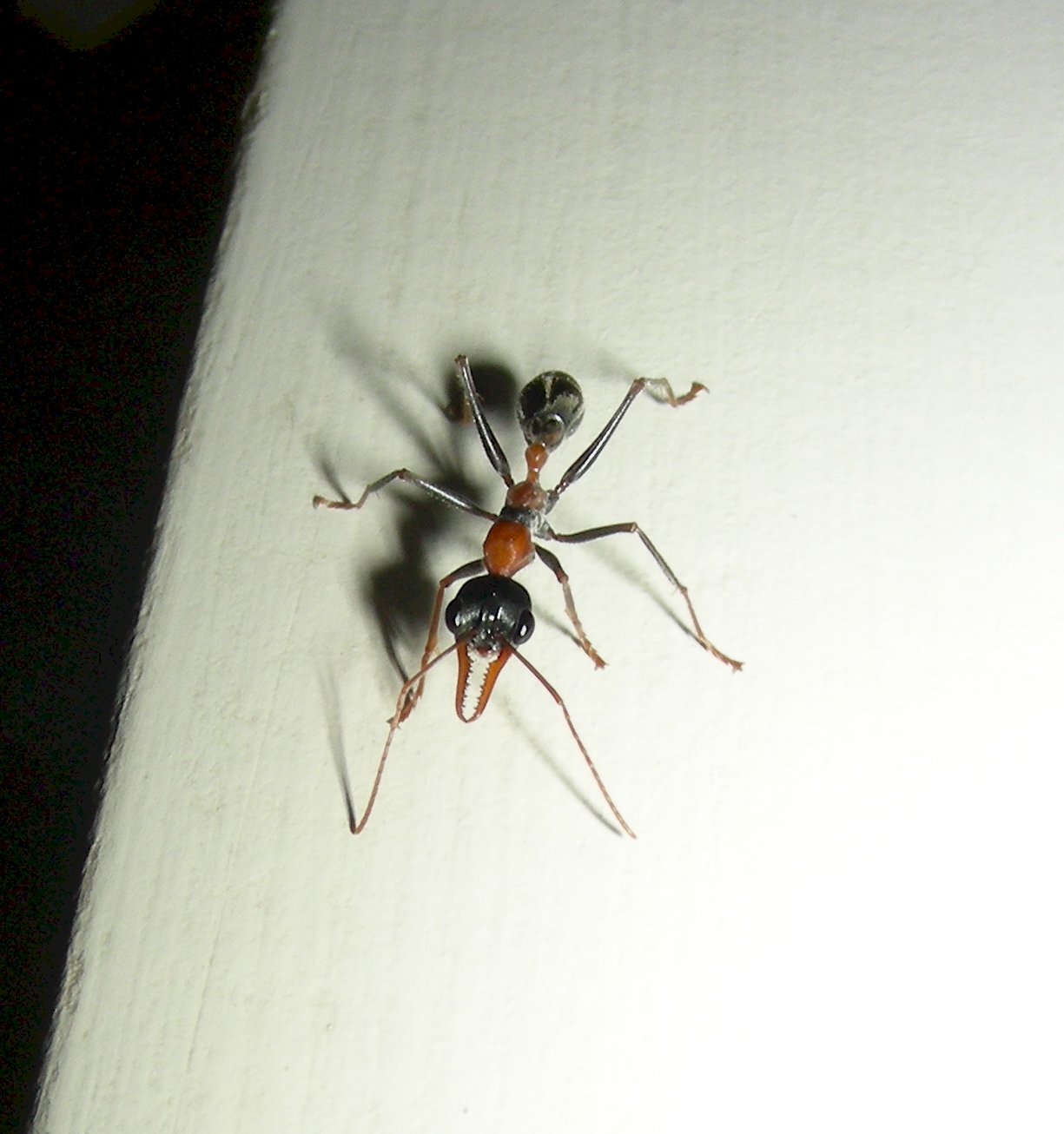